# Jürgen Patocka
Jürgen Patocka (Wenen, 30 juli 1977) is een Oostenrijks voetballer (verdediger) die sinds 2012 voor de Oostenrijkse tweedeklasser SC Austria Lustenau uitkomt.

## Interlandcarrière
Patocka speelde sinds 2007 twee wedstrijden voor de Oostenrijkse nationale ploeg. Hij debuteerde op 30 mei 2007 tegen Schotland.

## Erelijst
Rapid Wien
- Bundesliga

2008